# Girton (Nottinghamshire)
Girton – wieś w Anglii, w hrabstwie Nottinghamshire, w dystrykcie Newark and Sherwood. Leży 37 km na północny wschód od miasta Nottingham i 192 km na północ od Londynu. Miejscowość liczy 840 mieszkańców.